# Ардаш Тавукчиян
Ардаш Диран Тавукчиян (на арменски: Արտաշես Տիրանի Թավուքյան) е български художник сценограф от арменски произход.

## Биография
Роден е на 31 юли 1935 г. в София. През 1962 г. завършва сценография в Националната художествена академия в София при проф. Георги Каракашев. Същата година дебютира със сценографско оформление на постановката „По следите на бурите“ от Димитър Гонов и Д. Панделиев в Драматичен театър – Кърджали, където работи до 1965 г. В периодите от 1966 до 1971 г. и след 1975 г. работи в Драматичен театър – Габрово, а през 1971 – 1975 г. в Драматичен театър – Варна.

## Творчество
Ардаш Тавукчиян е автор на сценографиите на множество постановки. Някои от тях са:
- „Червено и кафяво“ от Иван Радоев
- „Златното покритие“ от Драгомир Асенов
- „Дванайсета нощ“ от Уилям Шекспир
- „Опит за летене“ от Йордан Радичков
- „Борис I“ от Анжел Вагенщайн
- „Иванко“ от Васил Друмев
- „Балкански синдром“ от Станислав Стратиев
- „Майстори“ от Рачо Стоянов
- „Процесът против богомилите“ от Стефан Цанев
- „Районна болница“ от Христо Бойчев[1]